# Канабидиол
Канабидиолът е канабиноид, една от над 100-те съставки в представителите на рода Cannabis.

## Описание
За разлика от тетрахидроканабинола (THC), канабидиолът (CBD) не е психоактивно вещество. Счита се, че притежава болкоуспокояващи и противовъзпалителни качества. Използва се също за овладяване на епилептични пристъпи. Световната здравна организация не го препоръчва за медицинска употреба. Поради необходимостта от по-задълбочени изледвания относно дългосрочните му ефекти, пациентите, които го употребяват, трябва да бъдат изключително внимателни. Не е ясно как повлиява на плода по време на бременност, както и какво се случва при смесването му с други лекарства. Известните странични ефекти са раздразнителност, умора и гадене.